# Presbytis potenziani
Presbytis potenziani là một loài động vật có vú trong họ Cercopithecidae, bộ Linh trưởng. Loài này được Bonaparte mô tả năm 1856.